# جيرار بيليتييه
جيرار بيليتييه هو دبلوماسي وصحفي وكاتب وسياسي كندي، ولد في 21 يونيو 1919 في فيكتوريا فيل في كندا، وتوفي في 22 يونيو 1997 في مونتريال في كندا. نشط حزبياً في الحزب الليبرالي الكندي. وقد انتخب سفير وانتخب عضو مجلس العموم الكندي.

## وصلات خارجية
- جيرار بيليتييه على موقع IMDb (الإنجليزية)